# Merle Lampe
Merle Lampe (* 3. November 1994 in Flensburg, geborene Merle Carstensen) ist eine ehemalige deutsche Handballspielerin, die für den deutschen Bundesligisten VfL Oldenburg auflief.

## Karriere
Lampe begann das Handballspielen im Alter von fünf Jahren beim MTV Leck. Im Jahre 2011 wechselte die Rückraumspielerin zur A-Jugend des Bredstedter TSV. Ein Jahr später schloss sie sich dem TSV Nord Harrislee an. Lampe lief anfangs in Harrislee für die A-Jugend auf und gehörte ab 2013 dem Zweitligakader der Damenmannschaft an. Im Jahr 2014 stieg sie mit Harrislee in die 3. Liga ab und kehrte vier Spielzeiten später in die 2. Bundesliga zurück. Zur Saison 2020/21 wechselte sie zum Bundesligisten VfL Oldenburg. In ihrem ersten Bundesligaspiel gegen TuS Metzingen erzielte sie vier Treffer. Mit 189 Treffern belegte sie in der Saison 2020/21 den vierten Platz in der Torschützenliste der Bundesliga. Zwei Spielzeiten später gewann sie mit 172 Treffern die Torschützenkrone der Bundesliga. Nach der Saison 2024/25 beendete sie ihre Karriere.